# Демографічна катастрофа корінного населення Америк

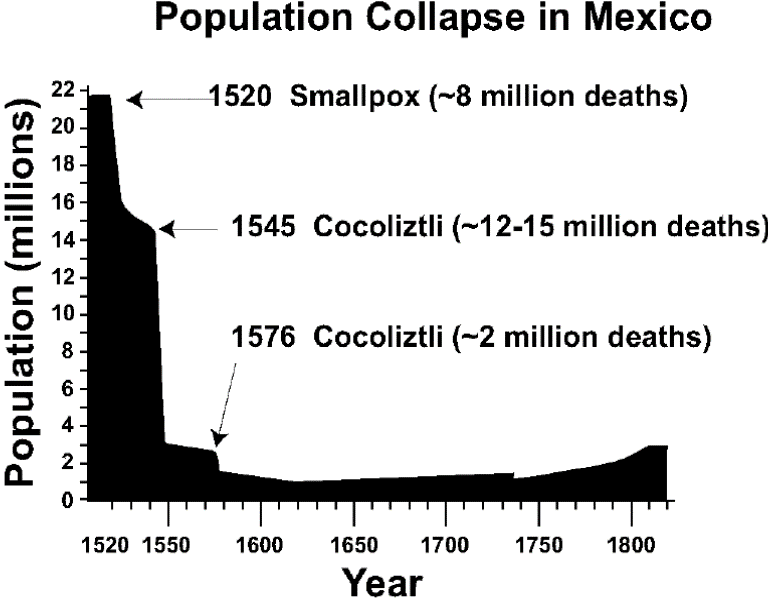
Графік, що демонструє колапс населення в Центральній Мексиці, викликаний послідовними епідеміями в ранньому колоніальному періоді

Демографічна катастрофа корінного населення Америк — катастрофічне падіння кількості населення корінних американців у століття після відкриття Америки Христофором Колумбом внаслідок дій європейців — хвороб, воєн та переселення.
Кількість населення корінних народів Америки до подорожі 1492 року Христофора Колумба досить важко встановити. Вчені покладаються на археологічні дані та письмові записи європейських поселенців. Більшість науковців, які писали наприкінці 19-го століття, оцінювали, що доколумбове населення становило 10 мільйонів; до кінця 20-го століття більшість вчених тяжіли до середньої оцінки близько 50 мільйонів, причому деякі історики стверджували, що оцінка становить 100 мільйонів або більше. Контакт з європейцями призвів до європейської колонізації Америк, в якій мільйони іммігрантів з Європи врешті-решт оселилися в Америці.
Популяція африканців і євразійців в Америці неухильно зростала, а популяція корінного населення впала. Такі хвороби, як грип, легенева чума і натуральна віспа спустошили поселення корінних американців, які не мали імунітету до них. Конфлікт і пряма війна з західноєвропейськими прибульцями та іншими американськими племенами сприяли подальшому зменшенню чисельності населення і порушенню традиційних суспільств. Вже давно предметом академічних дебатів є ступінь та причини зниження корінного населення, а також чи воно має характеристики геноциду.

## Огляд населення
З огляду на фрагментарність доказів, неможливо достовірно отримати навіть обмежено наближені показники кількості доколумбового населення. Дослідники широко розходяться в оцінці чисельності корінного населення до колонізації та оцінці впливу європейських контактів. Оцінки здійснюються шляхом екстраполяції з малих обсягів даних. У 1976 році географ Вільям Деневан використав існуючі оцінки, щоб отримати «консенсусний підрахунок» близько 54 млн людей. Тим не менш, більш пізніші оцінки все ще широко відрізняються.
Використовуючи оцінку у приблизно 37 млн людей в Мексиці, Центральній і Південній Америці 1492 року (у тому числі 6 мільйонів в Імперії ацтеків, 5-10 мільйонів у державах майя, 11 мільйонів у теперішній Бразилії та 12 мільйонів у Імперії інків), найнижчі оцінки дають смерть від хвороб на рівні 80 % населення до кінця 17 століття (залишилось дев'ять мільйонів людей у 1650 році). Латинська Америка відновила кількість населення 15-го століття на початку XIX століття; в ній налічувалось 17 млн. у 1800 році, 30 млн.  у 1850 році, 61 млн у 1900 р., 105 млн у 1930, 218 млн у 1960, 361 млн у 1980, 563 млн у 2005. В останні три десятиліття 16-го століття населення сучасної Мексики скоротилося до приблизно одного мільйона людей. Сьогодні населення майя оцінюється в шість мільйонів, що, за деякими оцінками, приблизно стільки ж, як наприкінці XV століття. На території сучасної Бразилії корінне населення скоротилося з доколумбового максимуму, що за оцінками становив чотири мільйони, до приблизно 300 тисяч.
Хоча важко точно визначити, скільки корінних мешканців жило у Північній Америці до Колумба, оцінки варіюються від низького рівня у 2,1 мільйона до 7 мільйонів людей або навіть до 18 мільйонів.
Корінне населення Канади наприкінці 15-го століття, за оцінками, було між 200 тис. і 2 млн, зокрема цифра 500 тис. зараз приймається Королівською комісією Канади по охороні здоров'я аборигенів. Основними причинами депопуляції були повторювані спалахи інфекційних хвороб Старого Світу, таких як грип, кір і віспа (до яких вони не мали природного імунітету). Це в поєднанні з іншими факторами, такими як витіснення з місць проживання внаслідок дій європейських / канадських поселенців і численні конфлікти зі спалахами насильства, призвели до скорочення чисельності аборигенів на 40 — 80 % після контакту. Наприклад, наприкінці 1630-х років віспа вбила більше половини гуронів, які контролювали більшу частину ранньої північноамериканської торгівлі хутром на території, що стала Канадою. Вони скоротилися до менш ніж 10 тис.людей.
Історик Девід Хеніге стверджував, що багато оцінок чисельності населення є результатом довільних формул, вибірково застосованих до чисел з ненадійних історичних джерел, та негативно ставиться до високих оцінок, які наводять інші науковці. Багато досліджень населення визнають труднощі, що існують при створенні надійної статистики, враховуючи дефіцит даних. Дебати щодо чисельності населення часто мали ідеологічне коріння. Низькі оцінки іноді були викликані європейськими уявленнями про культурну і расову перевагу європейців. Історик Френсіс Дженнінгс стверджував: «Науковці довго вважали, що індіанці настільки поступались у розумі і ділах, що вони просто не могли створити чи підтримувати велике населення».
Корінне населення Америки 1492 року не обов'язково було на максимумі і могло навіть знижуватись на окремих територіях. Але сумним фактом є те, що корінне населення в більшості районів Америк досягло найнижчої точки на початку 20 століття. З того часу, у більшості випадків, кількість корінного населення зростала.

## Доколумбові Америки
Генетичне різноманіття та структура популяції на території суходолу Америк з використанням ДНК- мікро-супутникових маркерів (генотипів), взятих з Північної, Центральної та Південної Америки, було порівняно з аналогічними даними інших корінних народів світу. Популяція індіанців демонструє меншу генетичну різноманітність, ніж популяції інших континентальних регіонів. Спостерігається як зменшення генетичного різноманіття в міру зростання географічної відстані від Берингової протоки, так і зменшення генетичної схожості з сибірськими популяціями з Аляски (генетична точка входу). Також є свідчення про більш високий рівень різноманітності та нижчий рівень структури населення в західній частині Південної Америки порівняно зі східною Південною Америкою. Відносна відсутність диференціації між мезоамериканським і андським населенням є сценарієм, який передбачає, що прибережні маршрути були простіші, ніж внутрішні континентальні маршрути для переселення народів (палеоіндіанців). Отримана загальна картина свідчить про те, що Америки були в історичному контексті нещодавно колонізовані невеликою кількістю осіб (ефективний розмір близько 70-250), а потім зросли за 800—1000 років до десятків мільйонів. Дані також показують, що між Азією, Арктикою і Ґренландією відбувалися генетичні обміни після початкового заселення Америк. Нове дослідження від початку 2018 року свідчить про те, що ефективна чисельність населення початкової популяції корінних американців становила близько 250 осіб.

## Депопуляція внаслідок хвороб
Наукова спільнота віднедавна, хоч і повільно, «спокійно збирає дані щодо ранніх епідемій в Америках та їх впливу до підкорення корінних народів». Тепер вони вважають, що широко поширена епідемічна хвороба, до якої тубільці не мали жодного попереднього контакту або імунітету, була основною причиною масивного зниження чисельності корінних американців. Раніші пояснення зниження чисельності американських тубільців включали звіти європейських іммігрантів про жорстоку практику іспанських конкістадорів, як це зафіксували самі іспанці. Така практика застосовувалась через енком'єнда, які були створені як нібито система захисту людей від ворогуючих племен, а також з метою навчити їх іспанської мови і католицької релігії, але на практиці були рівнозначні кріпацтву і рабству. Найбільш відомим був звіт домініканського монаха Бартоломе де лас Касаса, чиї твори яскраво зображують іспанські злочини, вчинені, зокрема, проти таїно. Знадобилось п'ять років, щоб повстання таїно було придушене як Королівською аудієнсією — через дипломатичний саботаж, так і через індіанських помічників, які воювали на одній стороні з іспанцями. Після того, як імператор Карл V Габсбург особисто відкинув поняття системи енком'єнда як використання рабської праці, лише іспанців було недостатньо для того, щоб викликати таке значне скорочення населення..
Незабаром після того, як європейці та поневолені африканці прибули в Новий Світ і принесли з собою інфекційні хвороби Європи та Африки, спостерігачі відзначили, що величезна кількість корінних американців почала вмирати від цих захворювань. Однією з причин того, що ця кількість жертв багато в чому лишилась непоміченою для істориків і науковців, є те, що після появи на континенті, хвороби часто поширювались швидше європейської імміграції; вони вбили значну частину місцевого населення до того, як були зроблені європейські письмові записи. Після того, як епідемії вже вбили величезну кількість тубільців, багато нових європейських іммігрантів припускали, що корінних народів завжди були відносно мало. Масштаби епідемій протягом багатьох років були величезними, вбивши мільйони людей — можливо, понад 90 % населення в найбільш постраждалих районах — і створивши одну з «найбільших людських катастроф в історії, що набагато перевищує навіть катастрофу Чорної смерті середньовічної Європи», яка вбила до однієї третини людей в Європі та Азії між 1347 і 1351 роками.
Одним з найбільш руйнівних захворювань була віспа, але інші смертельні захворювання включали тиф, кір, грип, бубонну чуму, холеру, малярію, туберкульоз, епідемічний паротит, жовту лихоманку і коклюш, які були хронічними в Євразії.
Ця передача хвороби між Старим і Новим Світлом пізніше була досліджувалась як частина того, що сатирично було названо «Колумбовим обміном».
Епідемії мали різні наслідки в різних регіонах Америки. Найбільш уразливими групами були групи населення з відносно невеликою популяцією та невеликою кількістю набутих імунітетів. Багато острівних груп були знищені. Кариби і араваки Карибського моря майже перестали існувати, так само як і Беотуки Ньюфаундленду. Колонізація Америк знищила стільки людей, що призвела до зміни клімату та глобального охолодження, на думку вчених з Університетського коледжу Лондона. На думку одного з дослідників, професора географії цього коледжу Марка Масліна, велика кількість загиблих також сприяла розвитку економіки Європи: "депопуляція Америк, можливо, випадково дозволила європейцям панувати над світом. Це також дозволило виникнення промислової революції та європейцям продовжувати це панування.

### Вірулентність і смертність
Вірусні та бактеріальні захворювання, які вбивають жертв до того, як хвороби поширюються на інших, мають тенденцію спалахувати, а потім вимирати. Більш стійке захворювання створить рівновагу; якщо її жертви виживають після інфікування, хвороба буде поширюватися далі. Еволюційний процес діє проти швидкої летальності, причому найнебезпечніші хвороби є найбільш короткочасними. Аналогічний еволюційний тиск діє на популяцію жертв, коли ті, у кого відсутні генетична стійкість до поширених захворювань, вмирають і не залишають нащадків, в той час як ті, хто є стійкими, розмножуються і передають резистентні до свого потомства. Наприклад, у перші п'ятдесят років шістнадцятого століття виник надзвичайно сильний варіант сифілісу, що вбив високу частку інфікованих європейців протягом декількох місяців; з часом, однак, захворювання стало набагато менш вірулентним. Таким чином, як інфекційні хвороби, так і популяції, схильні розвиватися в бік рівноваги, коли поширені захворювання є несимптомними, м'якими або хронічними.  Коли популяція, яка була відносно ізольована піддаються впливу нових хвороб, вона не має ніякого опору до нових захворювань (популяція є «біологічно наївною»). Ці люди помирають набагато більш високими темпами, що призводить до епідемії «цілинної землі». Перед приходом європейців, Америки були відокремлені від євразійсько-африканської суші. Народи Старого Світу мали тисячі років, щоб їхні популяції могли пристосуватися до своїх поширених хвороб.
Той факт, що всі члени імунологічно наївного населення піддаються новому захворюванню, одночасно підвищує смертність. У популяціях, де хвороба є ендемічною, покоління людей набули імунітету; більшість дорослих мали вплив хвороби в молодому віці. Оскільки вони стійкі до реінфекування, вони здатні піклуватися про осіб, які вперше захворіли хворобою, включаючи наступне покоління дітей. При належному догляді багато з цих " дитячих хвороб " часто переживають. У наївній популяції всі вікові групи зачіпаються відразу, залишаючи мало або взагалі нікого зі здорових піклувальників, щоб турбуватися про хворих. При відсутності резистентних осіб, достатньо здорових, щоб піклуватися про хворих, хвороба може мати вищі смертельні наслідки.
Уродженці Північної та Південної Америки стикнулися з кількома новими хворобами відразу, створюючи ситуацію, коли деякі, хто успішно протистояв одній хворобі, могли померти від іншої. Багаторазові одночасні інфекції (наприклад, віспа і тиф одночасно) або в тісній послідовності (наприклад, віспа у людини, яка була ще слабкою від недавнього нападу тифу) більш смертельні, ніж просто сума окремих захворювань. У цьому сценарії смертність також може бути підвищена за рахунок поєднання нових і знайомих захворювань: віспа в поєднанні з американськими штамами фрамбезії, наприклад.
Інші фактори, що сприяли тяжкому перебігу хвороб:
- медичні процедури індіанців, такі як ванни для поту і занурення в холодну воду (які практикувались в деяких районах), послаблювали деяких пацієнтів і, можливо, підвищували рівень смертності.[34]
- європейці принесли з собою багато захворювань, тому що вони мали набагато більше одомашнених тварин, ніж корінні американці. Одомашнення зазвичай означає тісний і частий контакт між тваринами і людьми, що дозволяє хворобам домашніх тварин мігрувати в людську популяцію, коли відбуваються необхідні мутації.[35]
- євразійський суходол простягається багато тисяч кілометрів уздовж осі схід-захід. Кліматичні зони також поширюються на тисячі кілометрів, що сприяло поширенню сільського господарства, приручення тварин і хвороб, пов'язаних з прирученням. Північна та Південна Америки поширюються переважно на північ і південь, що, згідно з теорією детерміністського середовища, популяризованою Джаредом Даймондом у книзі «Зброя, мікроби і харч», означало, що культивовані види рослин, домашні тварини та хвороби значно складніше мігрували.

### Припущення про біологічну війну
Коли хвороби Старого Світу були вперше віднесені до Америк наприкінці п'ятнадцятого століття, вони поширилися по всій південній і північній півкулях, залишивши корінне населення в руїнах. Не було виявлено жодних доказів, що найбільш ранні іспанські колоністи і місіонери навмисно намагалися заразити американських тубільців, і відомо про деякі зусилля, щоб обмежити руйнівні наслідки хвороб, перш ніж вони вб'ють те, що залишилося від їх примусової рабської сили у їх системі енком'єнда. Худоба, завезена іспанцями, забруднила різні джерела води, які корінні американці копали на полях, щоб накопичувати дощову воду. У відповідь францисканці та домініканці створили громадські фонтани та акведуки, щоб гарантувати доступ до питної води. Але коли францисканці втратили свої привілеї в 1572 році, багато з цих фонтанів більше не охоронялися, і, можливо, траплялося навмисне отруєння. Хоча жодних доказів такого отруєння не було знайдено, деякі історики вважають, що зменшення чисельності населення корелює з закінченням контролю релігійних орденів над водою.
У наступні століття звинувачення і дискусії про біологічну війну були поширеними. Добре задокументовані звіти про інциденти, пов'язані як із загрозами, так і з діями навмисного інфекування дуже рідкісні, але, можливо, траплялися частіше, ніж раніше визнавали вчені. Багато випадків, ймовірно, не повідомлялися, і цілком можливо, що документи, які стосуються таких актів були навмисно знищені, або підчищені. До середини 18-го століття колоністи вже мали знання і технології для спроби біологічної боротьби шляхом вірусу віспи. Вони добре розуміли поняття карантину, і що контакт з хворими міг заразити здорових віспою, а ті, хто пережив хворобу, знову не заразилися б. Але не відомо, чи були загрози здійснені, або наскільки ефективними були окремі спроби.
Одна така загроза була висунута торговцем хутром Джеймсом Макдугаллом, який, за розповідями, оголосив на зібранні місцевих вождів: «Ви знаєте віспу. Слухайте: Я — начальник віспи. Вона у цій пляшці. Все, що я повинен зробити, це вирвати пробку, кинути її серед вас, і ви помрете. Але це для моїх ворогів, а не для моїх друзів» Інший торговець хутром погрожував індіанцям Пауні, що якщо вони не згодні з певними умовами, «він випустить віспу з пляшки і знищить їх». У своїй «Історії баптистських індійських місій» преподобний Ісаак Маккой зазначив, що білі люди навмисно поширювали віспу серед індіанців південного заходу, включаючи плем'я Пані, і хаос, який вона наробила був повідомлений повідомив генералу Кларку і Військовому секретарю. Художник і письменник Джордж Кетлін зауважував, що корінні американці також ставились з підозрою до вакцинації: «Вони бачать білих людей, які закликають до операцію так наполегливо, що вони вирішують, що це повинен бути якийсь новий спосіб або трюк блідого обличчя, яким вони сподіваються отримати нову перевагу над ними». Недовіра до поселенців була настільки великою, що вождь Манданів Чотири Ведмеді засудив білу людину, до якої він раніше ставився як до брата, за свідоме приведення цієї хвороби до його народу..
Під час Семирічної війни, британські військові взяли ковдри з їх лікарень віспи і віддали їх як подарунки двом нейтральним посланникам індіанців Ленап під час мирного врегулювання переговорів, відповідно до запису в книзі капітана, «для того, щоб передати віспу індіанцям». У наступні тижні високий командувач британськими військами в Північній Америці домовлявся зі своїм полковником «знищити цю мерзенну расу» корінних американців, пишучи: «Хіба не можна спробувати поширити віспу серед незадоволених племен індіанців? Ми повинні з цього приводу використовувати кожну стратегію, щоб зменшити їх кількість.» Його полковник погодився спробувати. Більшість науковців стверджували, що епідемія Великої рівнини 1837 р. «розпочалася між племенами верхньої річки Міссурі через нездатність забезпечити карантин на парових човнах на річці», і капітан Прат з корабля «Святий Петро» був винним у сприянні смерті тисяч невинних людей. Закон називає його злочин кримінальною недбалістю. Проте в світлі всіх смертей, майже повного знищення манданів і страшних страждань, яких зазнав регіон, термін «кримінальна недбалість» є зам'яким і навряд чи підходить для дій, що мали такі жахливі наслідки " Однак, деякі джерела приписують епідемію 1836—40 навмисному зараженню віспою корінних американців, а історик Анн Раменофскі пише: «Variola Major може передаватися через забруднені предмети, такі як одяг або ковдри. У дев'ятнадцятому столітті армія США посилала забруднені ковдри американським індіанцям, особливо групам Великих рівнин, щоб контролювати індійську проблему. У 20-му столітті свідоме інфекування продовжувалося, оскільки бразильські поселенці та шахтарі навмисно перевозили інфекції до груп індіанців, землі яких вони бажали захопити»

### Вакцинація
Після демонстрації Едварда Дженнера 1796 р., що вакцинація проти віспи працює, технологія стала більш відомою, і віспа стала менш смертельною в Сполучених Штатах і в інших місцях. Багато колоністів і тубільців були вакциновані, хоча в деяких випадках чиновники намагалися вакцинувати корінних мешканців, але виявляли, що хвороба занадто поширена, щоб зупинитися. В інших випадках вимоги до торгівлі призводили до порушення карантину. Ще в інших випадках тубільці відмовлялися від вакцинації через підозри до білих. Першою міжнародною експедицією в галузі охорони здоров'я в історії була експедиція Бальміс, яка мала на меті вакцинацію корінних народів проти віспи по всій Іспанській імперії в 1803 році. У 1831 році урядові чиновники вакцинували Янктон Сіу у резервації Сіу. Санті Сіу відмовилися від вакцинації, і багато хто помер.

## Депопуляція від європейського завоювання

### Війна і насильство

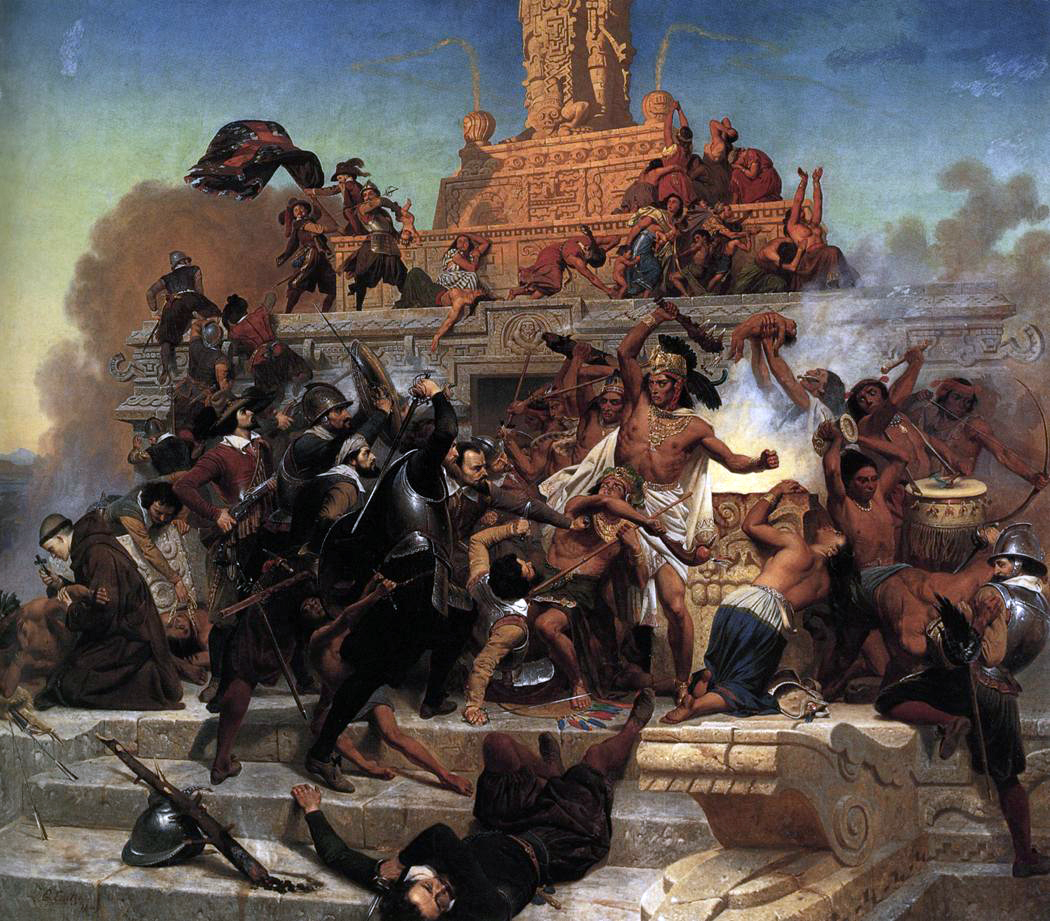
«Штурм Теокаллі Кортесом і його військами» (Емануель Лойце)

Хоча епідемічна хвороба була провідним чинником зменшення чисельності населення корінних народів Америки після 1492 року, були й інші фактори, які пов'язані з європейськими контактами та колонізацією. Одним з таких факторів була війна. Згідно з демографом Расселом Торнтоном, хоча багато життів було втрачено у війнах протягом століть, і війна іноді сприяла майже вимиранню певних племен, війна і смерть іншими насильницькими засобами була порівняно незначною причиною загального зниження корінного населення.
З американського Бюро перепису населення в 1894 році: "Індійські війни під владою Сполучених Штатів були більше 40 в числі [За попередні 100 років]. Вони коштували життям близько 19 тисяч білих чоловіків, жінок і дітей, у тому числі загиблих в окремих боях, і життям близько 30 тисяч індіанців. Фактична кількість загиблих і поранених індіанців повинна бути набагато вищою, ніж дана… П'ятдесят відсотків додаткових було б безпечною оцінкою... "
Існує певна розбіжність між вченими про те, наскільки широко була розповсюджена війна в доколумбовій Америці але є загальна думка, що війна стала більш смертельною після приходу європейців і їх вогнепальної зброї. Інфраструктура Південної або Центральної Америки дозволила тисячам європейських конкістадорів і десяткам тисяч їхніх індіанських помічників нападати на домінуючу цивілізацію корінних народів. Такі імперії, як інки, залежали від високо централізованого управління розподілом ресурсів; його зриви, спричинені війною і колонізацією, заважали традиційній економіці і, можливо, призводили до дефіциту продовольства та матеріалів. Арауканська війна, війни Чичимеків, війна Червоної Хмари, війни семінолів, Англо-американська війна (1812—1815), Повстання Понтіака, Війни Бобра, Франко-індіанська війна, Громадянська війна в США, Американська революція, Модокська війна, Криза Ока, Битва Ножа, — всі були піровими перемогами колоніальних сил, відвертими поразками, військовими патовими ситуаціями, або подальшими політичними альянсами. По всій західній півкулі війна з різними корінними американськими цивілізаціями створювала союзи, засновані як на необхідності, так і на економічному процвітанні, і призвела до масової міжплемінної війни. Європейська колонізація на північноамериканському континенті також сприяла ряду воєн між корінними американцями, які боролися за те, хто з них повинен мати перший доступ до нових технологій і зброї — як у Війнах бобра.

### Експлуатація
Деякі іспанці заперечували проти системи енком'єнда, особливо Бартоломе де лас Касас, який наполягав на тому, що індіанці були людьми з душами і правами. Через чимало повстань імператор Карл V Габсбург допоміг полегшити тиск як на індіанців-робітників, так і на іспанський авангардам, які досліджував Карибану для військових і дипломатичних цілей. Пізніше «Нові закони» були оприлюднені в Іспанії 1542 року для захисту ізольованих тубільців, але зловживання в Америці ніколи не були повністю або постійно скасовані. Іспанці також використовували систему доколумбового призову під назвою Міта і розглядали своїх підданих як щось між рабами і кріпаками. Кріпаки залишалися працювати на землі; рабів вивозили на шахти, де велика кількість загинула. В інших районах іспанці замінили правлячих ацтеків і інків і розділили завойовані землі між собою, пануючи як нові феодальні властителі. Сумнозвісні бандейранти з Сан-Паулу, авантюристи, здебільшого змішаного португальського і корінного походження, неухильно проникали на захід, шукаючи рабів-індіанців. Кріпацтво існувало як таке в деяких частинах Латинської Америки ще в 19 столітті, після проголошення незалежності.

### Масові вбивства

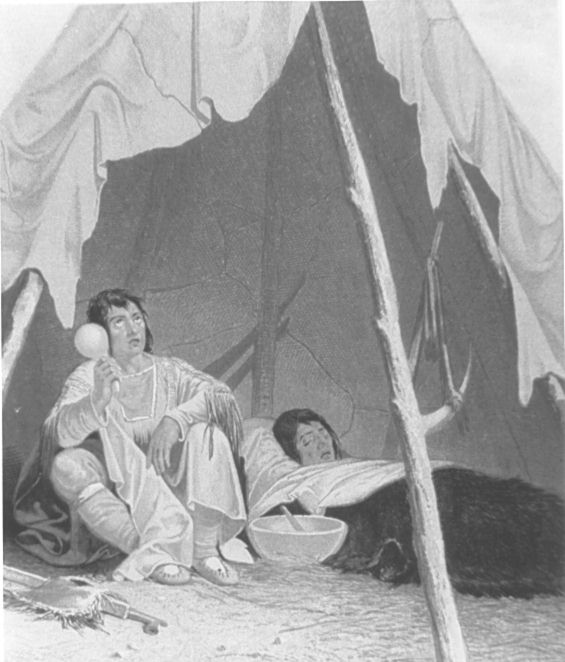
Ілюстрація 1868 року про події того часу — «Вашитську різанину», яку здійснив 7-й кавалерійський полк Армії США проти групи Чорний Котел з племені шеєнів, під час індіанських воєн. Насильство і конфлікти з колоністами також були важливими причинами зниження популяції корінного американського населення з 16 століття.

Монахи Бартоломе де лас Касас і Антоній Флавіо Честа та інші незгодні іспанці з колоніального періоду описали спосіб, у який іспанці поводилися з корінними жителями. Це допомогло створити образ іспанських конкістадорів як жорстоких до крайності.
У кращому випадку, зміцнення авангарду, надісланого Радою Індій для вивчення країни Карібани та збирання інформації про альянси або військові дії, було головною метою місцевих віце-королів та їх аделантадо. Хоча масові вбивства та злочини не були важливим чинником у депопуляції корінного населення, ніхто з основних науковців не відкидає іноді принизливі обставини, які, як вважається, викликані масовими заворушеннями і іспанською жорстокістю:
- Пекотська війна в ранній Новій Англії.
- У Аргентині середини 19-го століття, лідери після отримання незалежності Хуан Мануель де Росас і Хуліо Рока займалися тим, що вони називали «Завоювання пустелі» проти тубільців аргентинських внутрішніх територій, залишивши понад 1300 мертвих корінних жителів.[62][63]
- Хоча деякі каліфорнійські племена були переселені в резервації, на інших полювали і вирізали американські поселенці 19 століття. Підраховано, що принаймні близько 4500 осіб корінного населення Каліфорнії зазнали насильницької смерті між 1849 і 1870 рр.[64][65]

### Переселення та розрив традиційного життя
Населення багатьох корінних народів Америки було зменшено загальноприйнятою практикою подружжя з європейцями. Хоча багато індійських культур, які колись процвітали, вимерли сьогодні, їхні нащадки існують сьогодні в родинах нинішніх мешканців Америки.

### Формальні вибачення від уряду Сполучених Штатів
8 вересня 2000 року голова Бюро у справах індіанців США офіційно вибачився за участь агентства в «етнічних чистках» західних племен.

## Інтернет-ресурси
- Історія, яку затирали століттями: хто жив у США до білих
- Кривава історія США: Чому Вбивали Індіанців

## Подальше читання
- Alchon, Suzanne Austin (2003). A Pest in the Land. University of New Mexico Press.
- Cameron, Catherine M., Paul Kelton, and Alan C. Swedlund (eds.) (2015). Beyond Germs: Native Depopulation in North America. Tucson, AZ: University of Arizona Press.
- Cappel, Constance (2007). The smallpox genocide of the Odawa tribe at L'Arbre Croche, 1763: the history of a Native American people. Edwin Mellen Press. ISBN 978-0-7734-5220-6.
- Fagan, Brian M. (20 травня 2005). Ancient North America: The Archaeology of a Continent. ISBN 978-0-500-28532-9.
- Mann, Charles C. (9 серпня 2005). 1491: New Revelations of the Americas Before Columbus. Knopf. ISBN 9781400040063.
- McNeill, William Hardy (1998). Plagues and peoples. Anchor. ISBN 978-0-385-12122-4.
- Sletcher, Michael 'North American Indians', in Will Kaufman and Heidi Macpherson, eds., Britain and the Americas: Culture, Politics, and History, (2 vols., Oxford, 2005).